# Сонячне затемнення 1 січня 1889 року
Повне сонячне затемнення відбулося 1 січня 1889 року. Його було видно на заході Сполучених Штатів і в центральній частині Канади. Частково було видно по всій північній частині Тихого океану, включаючи Гаваї, і по всій території Сполучених Штатів.
Пайютський пророк Вовока отримав видіння під час сонячного затемнення в січні 1889 року. Ці видіння стали основою для пан-індійського релігійного руху, відомого як Танець духів.

## Галерея
| ALT DESCRIPTION                                         |
| Шлях через західні Сполучені Штати та центральну Канаду |

| ALT DESCRIPTION 2   |
| Малюнок Мейбл Луміс |

| ALT DESCRIPTION 3                              |
| Фотографія зроблена в місті Норман, Каліфорнія |